# Fat Mattress
I Fat Mattress sono stati un gruppo musicale britannico, attivo dal 1968 al 1970. 

## Storia
I Fat Mattress si sono formati  nel settembre del 1968 da Noel Redding con il cantante Neil Landon, il bassista Jim Leverton e il batterista Eric Dillon. Redding e Leverton erano stati coinvolti nella fiorente scena di gruppo dei primi anni '60 nel Kent, che includeva anche Landon. Dillon venne suggerito da Leverton, che lo aveva incontrato mentre suonava in una band locale.
La prima grande esposizione pubblica della band è stata l'atto di apertura della Jimi Hendrix Experience in un tour negli Stati Uniti, durante il quale Redding si è esibito con entrambe le band. 
Il gruppo firmò un contratto con la Polydor Records e pubblicò l'album eponimo nel 1969. L'album ebbe un discreto successo grazie al singolo "Magic Forest" che divenne un successo in Gran Bretagna e nei Paesi Bassi.
Il 22 febbraio 1970, i Fat Mattress erano gli headliner della nuova band di David Bowie Hype, e dopo aver pubblicato il loro secondo album, Fat Mattress II, la band si sciolse definitivamente.

## Discografia
- 1969 - Fat Mattress
- 1970 - Fat Mattress II

## Formazione

### Ultima
- Neil Landon - voce (1968-1970; morto nel 2020)
- Noel Redding - chitarra (1968-1970; 1973-1975; morto nel 2003)
- Mick Weaver - tastiera (1968-1970)
- Jim Leverton - basso (1968-1970)
- Eric Dillon - batteria (1968-1970)

### Altri ex componenti
- Eric Bell - chitarra (1973-1975)